# Байбузівка
Байбузі́вка — село Савранської селищної громади у Подільському районі Одеської області в Україні. Населення становить 1056 осіб.

## Історія
Перша письмова згадка про Байбузівку знайдена в списках Ольвіопольського гусарського полку 1793 року, з неї відомо, що село вже існувало в 1770 році (РДВІА, ф.487, оп.1, спр.2299).
Під час організованого радянською владою Голодомору 1932—1933 років померло щонайменше 75 жителів села.
Колишній орган місцевого самоврядування — Байбузівська сільська рада.
12 червня 2020 року, відповідно до Розпорядження Кабінету Міністрів України від № 724-р «Про визначення адміністративних центрів та затвердження територій територіальних громад Одеської області», увійшло до складу Савранської селищної територіальної громади.
19 липня 2020 року, в результаті адміністративно-територіальної реформи і ліквідації Савранського району, село увійшло до складу новоутвореного Подільського району Одеської області.

## Населення
Згідно з переписом УРСР 1989 року чисельність наявного населення села, яке тоді входило до складу Концебівської сільської ради, становила 1230 осіб, з яких 523 чоловіки та 707 жінок.
За переписом населення України 2001 року в селі мешкала 1051 особа.

### Мова
Розподіл населення за рідною мовою за даними перепису 2001 року:
| Мова       | Відсоток |
| ---------- | -------- |
| українська | 95,74 %  |
| російська  | 2,84 %   |
| молдовська | 1,33 %   |
| болгарська | 0,09 %   |

## Відомі уродженці
- Шандровський Гліб Данилович (1896—1976) — український співак (бас-профундо), учень Кирила Стеценка, Миколи Леонтовича і Олександра Кошиця.
- Виходцев Валерій Панасович (1949—2003) — український поет.[8]